# Berendy Pál
Berendy Pál, (Budapest, 1932. november 30. – 2019. szeptember 4.) válogatott labdarúgó, fedezet, beállós, edző.

## Pályafutása

### Klubcsapatban
A Goldberger csapatától került a Vasashoz 1951-ben. Az első angyalföldi bajnokcsapat tagja volt 1957 tavaszán. Az 1960-as években további négy bajnoki címet szerzett a Vasassal és ezzel az egyik legsikeresebb Vasas játékos. 1968-ban vonult vissza az aktív labdarúgástól.

### A válogatottban
1956 és 1960 között 24 alkalommal szerepelt a válogatottban.  Egyszeres utánpótlás válogatott (1954), nyolcszoros B-válogatott (1955–61), ötszörös Budapest válogatott (1956–58) kétszeres egyéb válogatott (1958).

## Sikerei, díjai
- Magyar bajnokság
  - bajnok: 1957-tavasz, 1960–61, 1961–62, 1965, 1966
  - 3.: 1953, 1959–60
- Magyar kupa (MNK)
  - győztes: 1955
- Bajnokcsapatok Európa-kupája (BEK)
  - elődöntős: 1957–58
- Közép-európai kupa (KK)
  - győztes: 1956, 1957, 1962, 1965
  - döntős: 1963
- A Gépipar Kiváló Dolgozója (1956)[4]
- A Magyar Népköztársaság Kiváló Sportolója (1956)[5]
- A Vasas SC örökös bajnoka (1986)[6]

## Statisztika

### Mérkőzései a válogatottban
| Magyarország | Magyarország         | Magyarország                    | Magyarország  | Magyarország | Magyarország | Magyarország  | Magyarország | Magyarország |
| #            | Dátum                | Helyszín                        | Hazai         | Eredmény     | Vendég       | Kiírás        | Gólok        | Esemény      |
| ------------ | -------------------- | ------------------------------- | ------------- | ------------ | ------------ | ------------- | ------------ | ------------ |
| 1.           | 1956. április 29.    | Budapest, Népstadion            | Magyarország  | 2 – 2        | Jugoszlávia  | Európa-kupa   | -            |              |
| 2.           | 1956. június 3.      | Brüsszel, Heysel Stadion        | Belgium       | 5 – 4        | Magyarország | barátságos    | -            |              |
| 3.           | 1956. június 9.      | Lisszabon, Luz Stadion          | Portugália    | 2 – 2        | Magyarország | barátságos    | -            | 46'          |
| 4.           | 1956. szeptember 16. | Belgrád, JNA-stadion            | Jugoszlávia   | 1 – 3        | Magyarország | Európa-kupa   | -            |              |
| 5.           | 1956. szeptember 23. | Moszkva, Lenin-stadion          | Szovjetunió   | 0 – 1        | Magyarország | barátságos    | -            | 52'          |
| 6.           | 1956. október 7.     | Párizs, Colombes Stadion        | Franciaország | 1 – 2        | Magyarország | barátságos    | -            |              |
| 7.           | 1956. október 14.    | Bécs, Práter-stadion            | Ausztria      | 0 – 2        | Magyarország | barátságos    | -            |              |
| 8.           | 1957. június 12.     | Oslo, Ullevaal Stadion          | Norvégia      | 2 – 1        | Magyarország | vb-selejtező  | -            |              |
| 9.           | 1957. június 16.     | Stockholm, Råsunda Stadion      | Svédország    | 0 – 0        | Magyarország | barátságos    | -            |              |
| 11.          | 1957. június 23.     | Budapest, Népstadion            | Magyarország  | 4 – 1        | Bulgária     | vb-selejtező  | -            |              |
| 11.          | 1957. szeptember 15. | Szófia, Levszki-stadion         | Bulgária      | 1 – 2        | Magyarország | vb-selejtező  | -            |              |
| 12.          | 1957. szeptember 23. | Budapest, Népstadion            | Magyarország  | 1 – 2        | Szovjetunió  | barátságos    | -            |              |
| 13.          | 1957. november 10.   | Budapest, Népstadion            | Magyarország  | 5 – 0        | Norvégia     | vb-selejtező  | -            |              |
| 14.          | 1957. december 22.   | Hannover, Niedersachsenstadion  | NSZK          | 1 – 0        | Magyarország | barátságos    | -            |              |
| 15.          | 1958. május 7.       | Glasgow, Hampden Park           | Skócia        | 1 – 1        | Magyarország | barátságos    | -            |              |
| 16.          | 1958. június 8.      | Sandviken, Jernvallen (SWE)     | Magyarország  | 1 – 1        | Wales        | vb-csoportkör | -            |              |
| 17.          | 1958. június 12.     | Stockholm, Råsunda Stadion      | Svédország    | 2 – 1        | Magyarország | vb-csoportkör | -            |              |
| 18.          | 1958. szeptember 14. | Chorzów, Stadion Śląski         | Lengyelország | 1 – 3        | Magyarország | barátságos    | -            |              |
| 19.          | 1958. szeptember 28. | Moszkva, Lenin-stadion          | Szovjetunió   | 3 – 1        | Magyarország | NEK-selejtező | -            |              |
| 20.          | 1958. október 5.     | Zágráb, Makszimir-stadion       | Jugoszlávia   | 4 – 4        | Magyarország | barátságos    | -            |              |
| 21.          | 1958. október 26.    | Bukarest, Augusztus 23. Stadion | Románia       | 1 – 2        | Magyarország | barátságos    | -            |              |
| 22.          | 1959. május 1.       | Drezda, Hans Meyer Stadion      | NDK           | 0 – 1        | Magyarország | barátságos    | -            | 69'          |
| 23.          | 1960. október 9.     | Budapest, Népstadion            | Magyarország  | 1 – 1        | Jugoszlávia  | barátságos    | -            |              |
| 24.          | 1960. október 30.    | Brüsszel, Heysel-stadion        | Belgium       | 2 – 1        | Magyarország | barátságos    | -            |              |
|              | Összesen             |                                 |               | 24           | mérkőzés     |               | 0            | gól          |

## Külső hivatkozások
- Berendy Pál interjú